# Celia Milberg

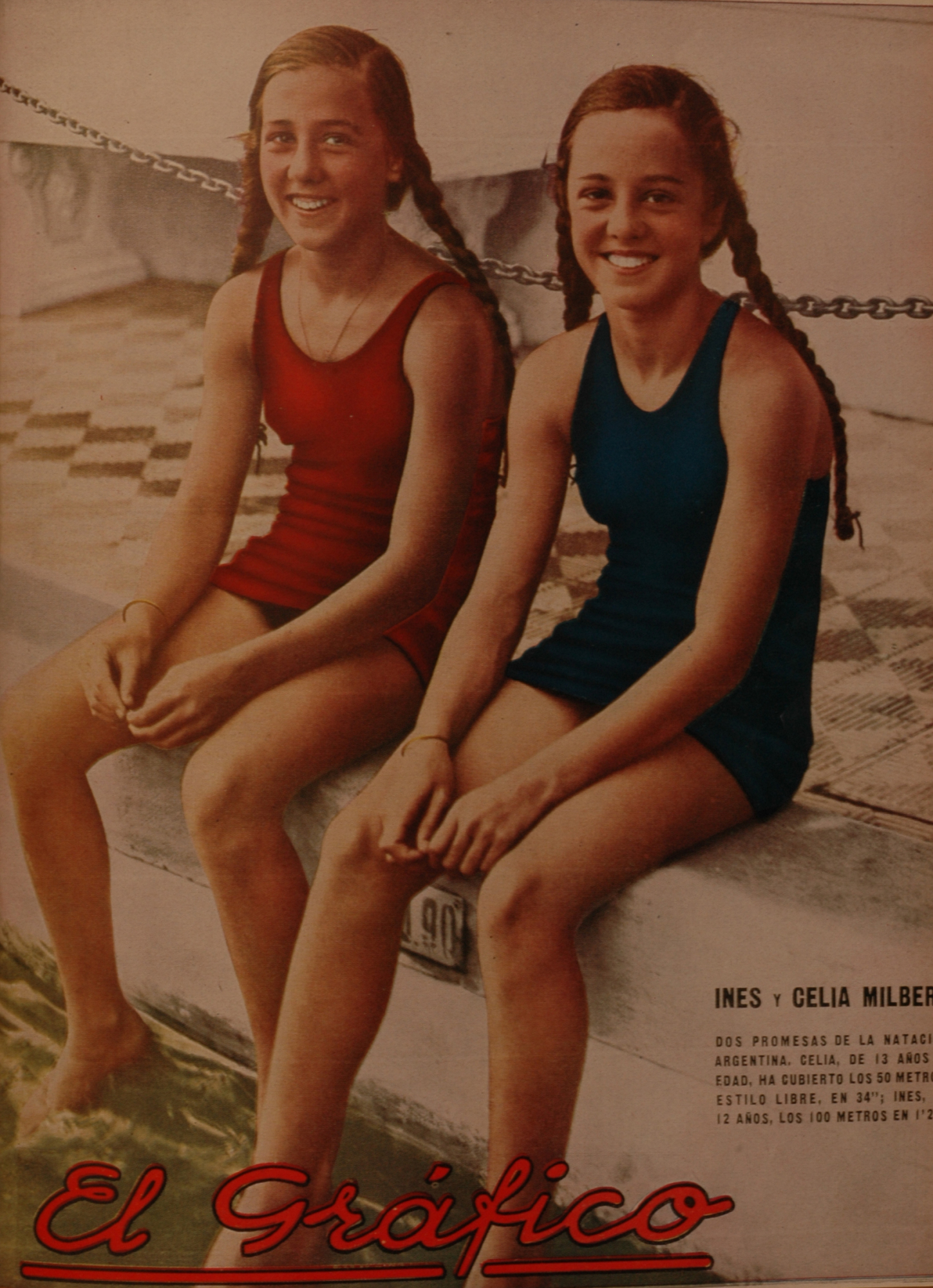
Inés (izquierda) y Celia Milberg (derecha) en la tapa de la revista El Gráfico del 3 de febrero de 1934, cuando tenían 12 y 13 años respectivamente. Son presentadas como Dos promesas de la natación argentina.

Celia Milberg fue una nadadora argentina que formó parte de la delegación de su país en el Campeonato Sudamericano de Natación de 1935, el primero en el que también compitieron mujeres. En este torneo, celebrado en el Club de Regatas Guanabara de la ciudad brasileña de Río de Janeiro, ganó el relevo 4x100m estilo libre junto a Úrsula Frick, Jeanette Campbell y Alicia Laviaguerre.
Participó también del Campeonato Sudamericano de Natación de 1937 celebrado en Montevideo, Uruguay, donde repitió el triunfo conseguido en 1935 en relevo 4x100m estilo libre, esta vez junto a Dora Rhodius, Jeanette Campbell e Inés Milberg.